# North Loup
North Loup est un village du comté de Valley, dans l'État du Nebraska, aux États-Unis. En 2020, il comptait une population de 254 habitants.